# Hellisheiði eystri

Hellisheiði vom Hlíðarvegur von Westen

Die Hellisheiði eystri („östliche Hellisheiði“) ist eine Hochebene im Osten von Island.
Sie liegt in der Gemeinde Múlaþing westlich der Bucht Héraðsflói.
Über den Bergpass (655 m) führt der Hlíðarvegur  und bildet die kürzeste Verbindung zwischen den Orten Vopnafjörður im Westen und Egilsstaðir, dem Hauptort im Osten.
Mit 24 % Gefälle war dies eine der steilsten Straßen im Land.
Inzwischen ist die Straßenführung geändert worden, aber es gibt auch weiterhin wetter- oder winterbedingte Sperrungen.
Es gibt Überlegungen, ob ein 6,3 km langer Tunnel  wirtschaftlich ist.
Die Neubaustrecke wäre 15 km lang und die Tunnelportale lägen auf 100 m bzw. 140 m Höhe.